# Madrean Sky Islands

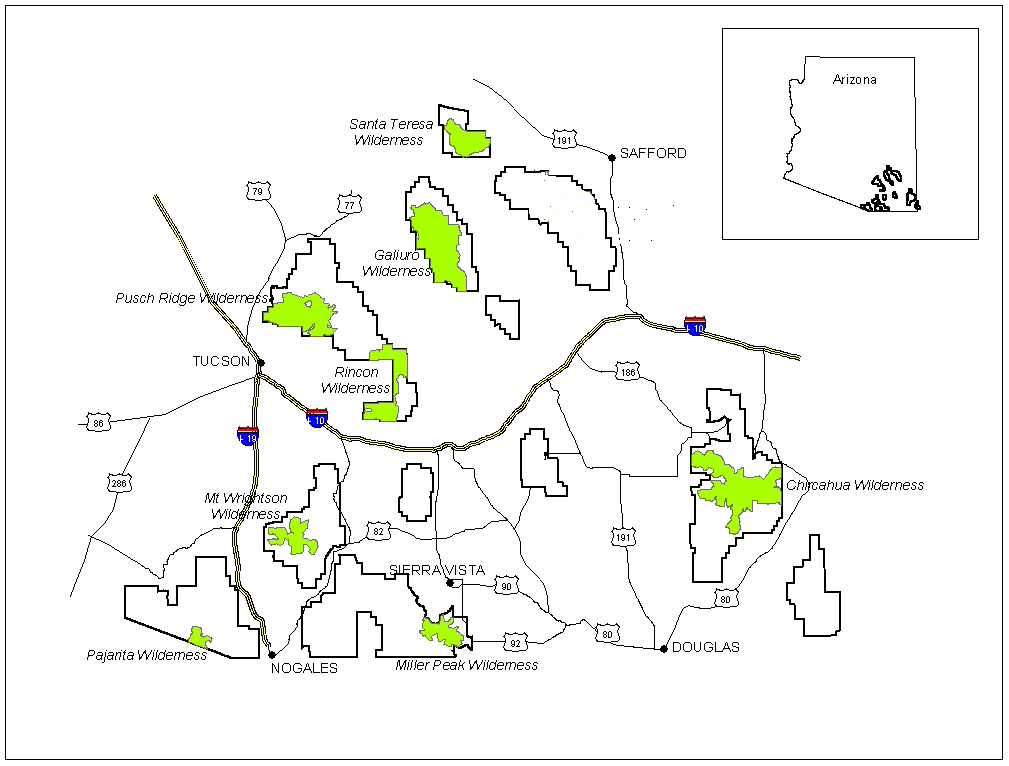
Harta realizată de Serviciul forestier al Statelor Unite ale Americii prezintă zona sud-estică a statului unde există o parte (cea nord-vestică) a lanțului montan unic ecologic Madrean Sky Island.

Madrean Sky Islands desemnează un lanț montan extins, dar întrerupt aleatoriu, format din grupuri montane izolate unele de altele (cunoscute ca sky islands în literatura de specialitate de limbă engleză), care constituie simultan un grup de enclave ecologice de tip temperat subtropical și tropical cu vegetație prepoderent mixtă conținând mai multe varietăți de pini, brazi și stejar (vezi, en  Madrean pine-oak woodlands). Aceste păduri compacte sau mai rare, care se găsesc la altitudini relativ ridicate, fiind localizate într-un complex de mici lanțuri montane, total izolate între ele ecologic, sunt despărțite de porțiuni joase ale deșertului Sonora și ale deșertului Chihuahua.
Aceste structuri montane, ale "insulelor din cer", similare ecologic  într-un anumit fel doar cu cele numite tepui din America de Sud, sunt unicate ecologice și geo-morfologice mondiale, găsindu-se doar în sudul statelor americane Arizona și New Mexico, respectiv în nordul statelor Mexicului Sonora și Chihuahua, acoperind întreaga zonă pe care se găsesc deșerturile Sonora și Chihuahua.

## Prezentare generală

### Istoric
Grupul de munți și de ecosisteme Madrean Sky Islands sunt cele mai nordice ale ecosistemului mixt de pini, brazi și stejari, fiind clasificați ca parte a pădurilor unei ecoregiuni numită ecoregiunea Sierra Madre Occidental.  Aceste "insule din cer" au fost și continuă să fie foarte izolate unele față de altele, dar mai ales față de lanțul muntos "mamă", Sierra Madre Occidental, începând cu ultimele glaciațiuni, după care vremea a început și a continuat să devină din ce în ce mai caldă și mai uscată.  Majoritatea arborilor din acest ecosistem aparțin genurilor stejarilor (Quercus), pinilor (Pinus), brazilor douglas (Pseudotsuga) și brazilor (Abies). 

### Lanțuri montane de tip "sky islands"
Se pot identifica aproximativ 27 de lanțuri montane în sudul Statelor Unite, respectiv 15 în nordul Mexicului care pot fi considerate ca aparținând acestei categorii speciale de ecosistem și lanțuri montane.  Cel mai importante grupe de munți din Statele Unite care sunt parte a Madrean Sky Islands sunt Munții Baboquivari, Munții Chiricahua, Munții Pinaleño, Munții Santa Catalina și Munții Santa Rita.

### Floră, faună, ecosisteme
Această zonă având o suprafață aproximativă de 180.000 km2 (sau 70,000 mi2) este extrem de importantă din punct de vedere ecologic global și nu doar local, datorită biodiversității sale excepționale, atât ca specii de animale și plante cât și ca varietate a habitatelor existente.  Zona este, de asemenea, locul de naștere al eticii de conservare promovate de Aldo Leopold, americanul devenit faimos datorită modului său total diferit de abordare și tratare a problemelor mediului înconjurător.  Nu întâmplător, etica de conservare a lui Leopold este azi standardul în domeniu. 
Aceste "insule" montane acoperite de păduri mixte de foioase și conifere, înconjurate de "mări" de tip deșertic sau semi-deșertic, sunt ecosisteme unice atât datorită mari lor complexități topografice cât și datorită localizării lor unice la punctul de întâlnire a două deșerturi (Sonora și Chihuahua) cu cea a extremității sudice a zonelor împădurite montane cu specii mixte de foioase și conifere, care sunt de fapt specifice zonei temperate.  
Mai mult de jumătate din speciile de păsări ale Americii de Nord, peste 3.000 de specii de plante, 29 de specii de lilieci, 104 alte specii de mamifere (printre care se numără și două superbe mamifere răpitoare mari, lupul mexican și jaguarul) și un număr impresionant de specii de insecte și arahnide (atât păianjeni cât și scorpioni) se găsesc localizate în aceste "insule montane cerești".  Această biodiversitate este printre cele mai bogate din întreaga lume și, oricum, cea mai complexă din Statele Unite. 